# مسجد الإمام الحسين (القاهرة)
مسجد الإمام الحسين بن علي في القاهرة بمصر هو مسجد يقع في القاهرة القديمة في الحي الذي سمى باسم الإمام (حي الحسين) وبجوار المسجد أيضا يوجد خان الخليلي الشهير والجامع الأزهر.

## تاريخ المسجد
بني المسجد في عهد الفاطميين سنة 549 هجرية الموافق لسنة 1154 ميلادية تحت إشراف الوزير الصالح طلائع، ويضم المسجد 3 أبواب مبنية بالرخام الأبيض تطل على خان الخليلي، وبابًا آخر بجوار القبة ويعرف بالباب الأخضر.
سمي المسجد بهذا الاسم إستنادا لروايات قسم من المؤرخين المصريين بوجود رأس الحسين بن علي مدفونًا به، إذ تذكر هذه الروايات أنه مع بداية الحروب الصليبية خاف حاكم مصر الخليفة الفاطمي على الرأس الشريف من الأذى الذي قد يلحق بها في مكانها الأول في مدينة عسقلان بفلسطين، فأرسل يطلب قدوم الرأس إلى مصر وحمل الرأس الشريف إلى مصر ودفن في مكانه الحالي وأقيم المسجد عليه

## الاختلاف في مكان رأس الحسين
هناك اختلاف في تحديد موضع دفن رأس الحسين عند عامة الناس، ويرجع ذلك إلى اختلاف المشاهد التي يُدعى وجود رأس الحسين في كل منها، حيث توجد مشاهد يُقال أن بها رأس الحسين في دمشق وكربلاء والقاهرة، وادعى بعض المؤرخين وجوده في أماكن أخرى مثل الرقة وعسقلان والمدينة المنورة، ورجّح أخرون أن مكان الرأس مجهول، فأنكر الفضل بن دكين على من يعرف مكان قبر الحسين، وذكر محمد بن جرير الطبري أن موضع مقتله عُفى أثره حتى لم يستطع أحد تحديده.
يذهب عدد من علماء أهل السنة أن الرأس مدفون بالبقيع بالمدينة المنورة، فروى محمد بن سعد البغدادي أن يزيد بعث برأس الحسين إلى عمرو بن سعيد الأشدق والي المدينة فدفنه عند قبر أمه فاطمة بالبقيع، وذكره أيضًا البلاذري وأبو يعلى الهمداني والزبير بن بكار وابن أبي الدنيا وابن الجوزي وأبو المؤيد الخوارزمي، وأكّد عليه ابن تيمية وقال: «أن الذي ذكره من يعتمد عليه من العلماء والمؤرخين: أن الرأس حمل إلى المدينة، ودفن عند أخيه الحسن».
والمشهور عند الشيعة أن الرأس مدفون مع الجسد في كربلاء، وأن علي بن الحسين السجاد أخذه معه وردّه إلى كربلاء بعد أربعين يومًا من مقتله أي يوم 20 صفر، وهو ما يُطلع عليه ذكرى الأربعين، نقل ذلك ابن شهر آشوب وقال أنه المشهور بين الشيعة، ونقله أيضًا الشريف المرتضى والطوسي وغيرهم.
وقيل أن الرأس لم يزل في خزانة يزيد بن معاوية حتى توفي، فأُخِذَ من خزانته فكُفِّنَ ودُفِنَ داخل باب الفراديس من مدينة دمشق، وقيل في حائط بدمشق، ومنهم من قال في دار الإمارة، ومنهم من قال في المقبرة العامة لدفن المسلمين، وانفرد سبط ابن الجوزي بقوله أن الرأس بمسجد بالرقة على نهر الفرات.
وقيل أن الرأس طيف به حتى دُفن بعسقلان، وذكر ابن بطوطة في رحلاته أن بها مشهد للحسين، تروي بعض الروايات ومن أهمها المقريزي أنه بعد دخول الصليبيين إلى دمشق واشتداد الحملات الصليبية قرر الفاطميون أن يبعدوا رأس الحسين ويدفنونه في مأمن من الصليبيين وخصوصا بعد تهديد بعض القادة الصليبيين بنبش القبر، فحملوه إلى عسقلان ودفن هناك، وقيل بل تم في بداية القرن الثاني الهجري في عهد عمر بن عبد العزيز بعد سنة 101 هـ، وقيل مع قيام الدولة العباسية سنة 132 هـ، وهذا امتداد للرأي الذي يقول أن الرأس كان موجودًا في دمشق.
وقيل أن موضع الرأس في مسجد الإمام الحسين بالقاهرة، وهو أيضا امتداد للرأي السابق حيث يروي المقريزي أن الفاطميين قرروا حمل الرأس من عسقلان إلى القاهرة وبنوا له مشهدًا كبيرًا، وهو المشهد القائم الآن في حي الحسين في القاهرة، وذكروا أنه لما استولى الصليبيين على عسقلان قام وزير الفاطميين بمصر الصالح طلائع بن رزيك بدفع ثلاثين ألف درهم للصلبيبين مقابل أن يأخذ رأس الحسين، ووضعه في كيس من الحرير وأتى بها إلى القاهرة سنة 549 هـ وذلك حسب ما ذكر عدد من الأكاديميين في العصر الحديث مثل أيمن فؤاد سيد وسعاد ماهر. وأنكر ذلك ابن كثير الدمشقي وغيره.
يقول أيمن فؤاد سيد: "ولكن أهم مشهد أضافه الفاطميون إلى الطبوغرافية الدينية للقاهرة هو المشهد الحسيني، حيث نقل الفاطميون في سنة 548 هـ رأس الحسين بن علي بن أبي طالب، التي كانت مدفونة في عسقلان خوفا عليها من الفرنج ودفنوهاداخل القصر الفاطمي في قبة الديلم التي يؤدي اليها باب الديلم، باب القصر الفاطمي الكبير الجنوبي، وهناك رواية محلية بين المصريين ليس لها مصدر معتمد سوى حكايات الناس وكتب المتصوفة أن الرأس جاء مع زوجة الحسين شاه زنان بنت يزدجرد الملقبة في مصر بأم الغلام التي فرت من كربلاء على فرس.

## وصف المبنى
يشتمل المبنى على خمسة صفوف من العقود المحمولة على أعمدة رخامية ومحرابه بني من قطع صغيرة من القيشاني الملون بدلا من الرخام وهو مصنوع عام 1303 هـ وبجانبه منبر من الخشب يجاوره بابان يؤديان إلى القبة وثالث يؤدي إلى حجرة المخلفات التي بنيت عام 1311 هـ. والمسجد مبني بالحجر الأحمر على الطراز الغوطي أما منارته التي تقع في الركن الغربي القبلي فقد بنيت على نمط المآذن العثمانية فهي اسطوانية الشكل. ولها دورتان وتنتهي بمخروط
وللمسجد ثلاثة أبواب من الجهة الغربية وباب من الجهة القبلية وباب من الجهة البحرية يؤدي إلى صحن به مكان الوضوء.

## أعمال التجديد
افتتح الرئيس المصري عبد الفتاح السيسي مسجد الحسين في 27 أبريل من العام 2022 بعد أعمال التجديد والتأهيل الشاملة للمسجد لغرض توسعته وترميمه من الداخل وتزيين ضريح رأس الحسين بن علي بشباك جديد عقب اندلاع حريق بالقرب من ساحته مطلع العام نفسه، وكان الإفتتاح بحضور سلطان طائفة البهرة الإسماعيلية مفضل سيف الدين من الهند، كما نشرت القنوات المصرية مراسيم الافتتاح عبر بث مباشر على التلفاز.
وقال المتحدث الرسمي لرئاسة الجمهورية المصرية «إن تطوير مسجد سيدنا الحسين يأتي في إطار توجيهات السيد الرئيس بترميم وتجديد مقامات وأضرحة آل البيت، خاصةً أضرحة سيدنا الحسين، والسيدة نفيسة، والسيدة زينب.»
وأضاف السفير بسام راضي «أنه في إطار العلاقات الوطيدة التاريخية بين مصر وطائفة البهرة، فإن سلطان البهرة له جهود مقدرة في ترميم وتجديد مقامات آل البيت وعدد من المساجد المصرية التاريخية.»
لكن في المقابل، هناك من وصف الترميم بالتخريب، كتمرير أنابيب التهوية من خلال القبة الأثرية للمسجد، واعتبر ذلك «تخريباً للأثر وتشويهاً معمارياً ومخالفة لجميع الأعراف والأصول المهنية».

## معرض صور

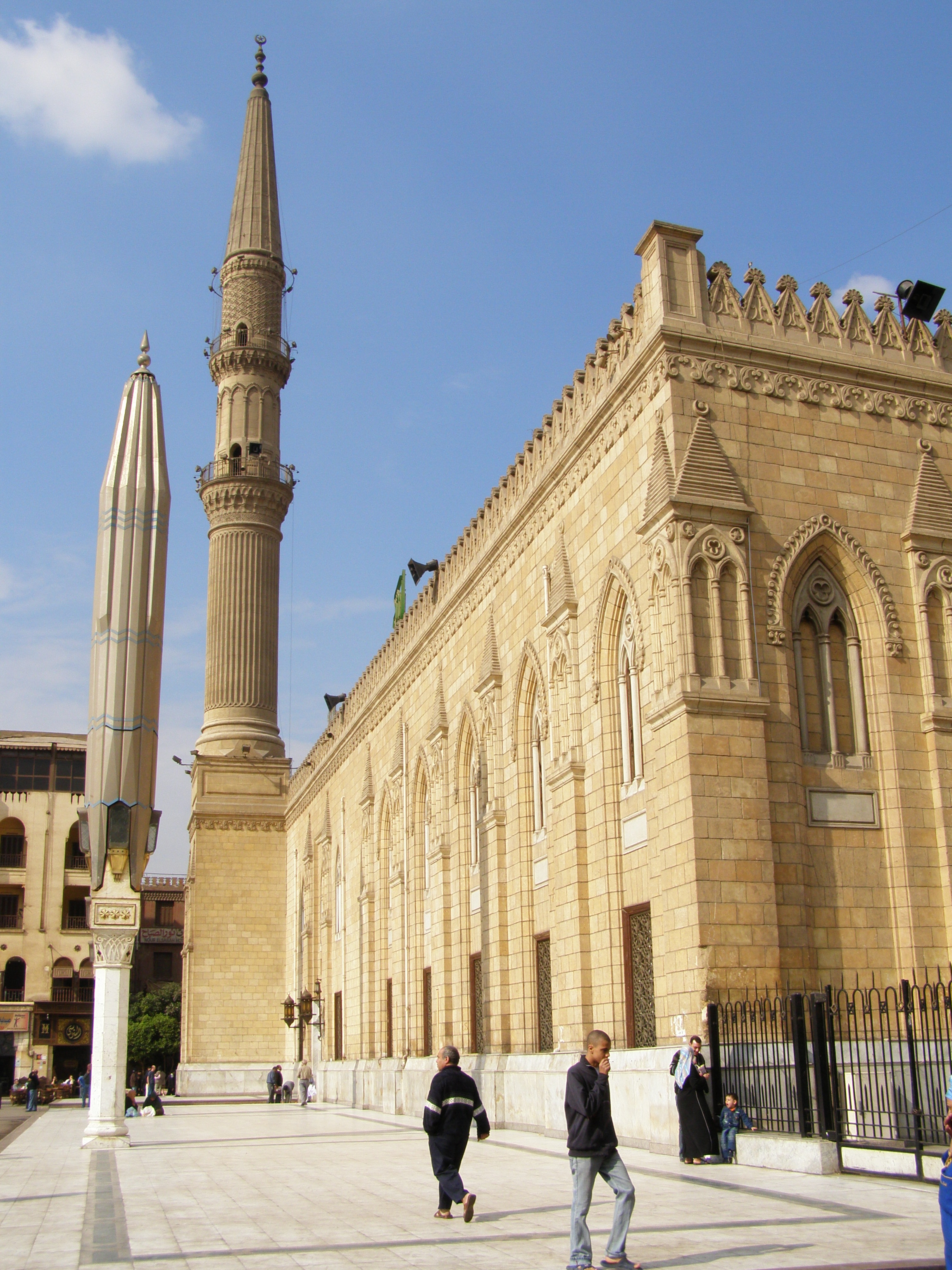
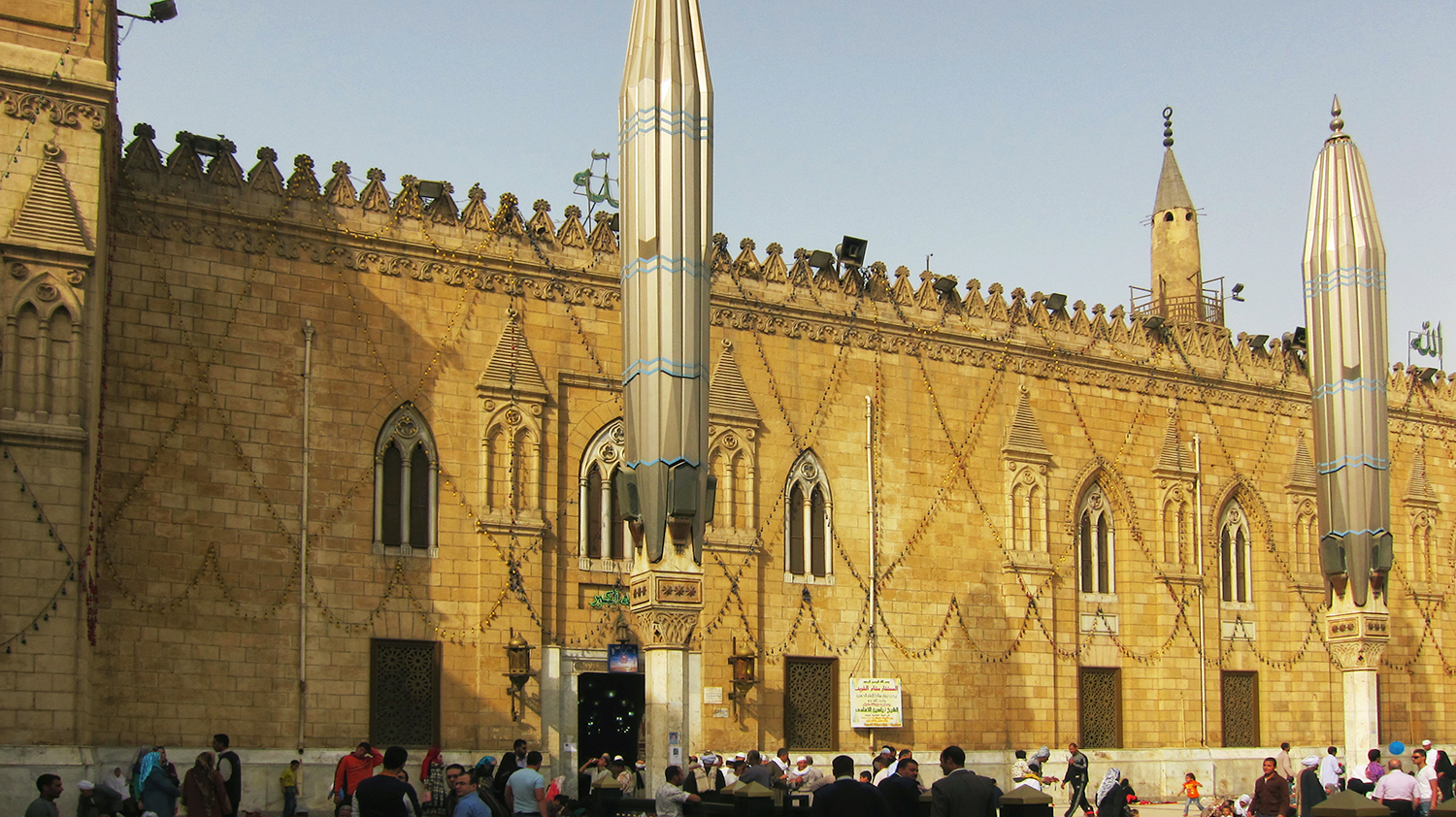
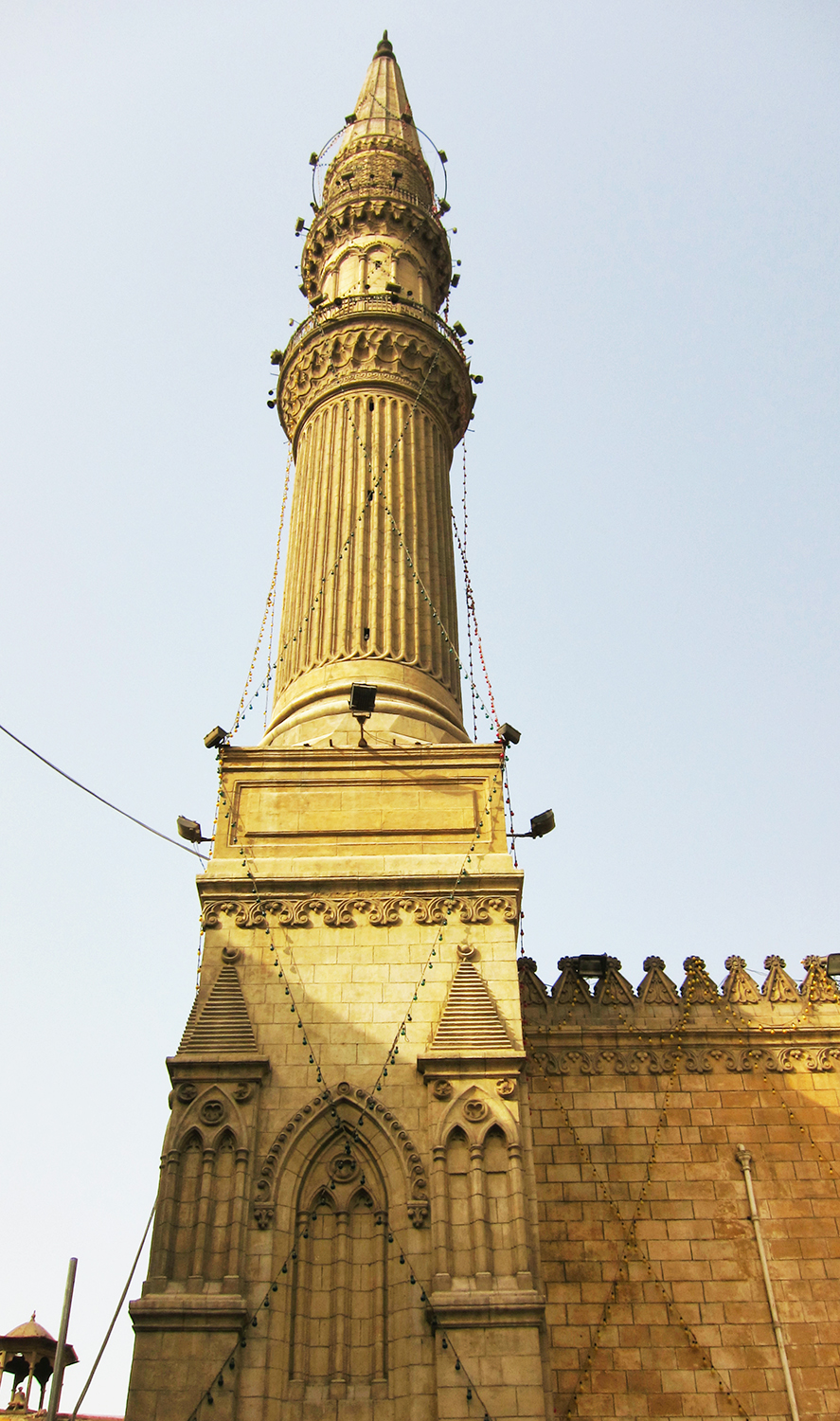
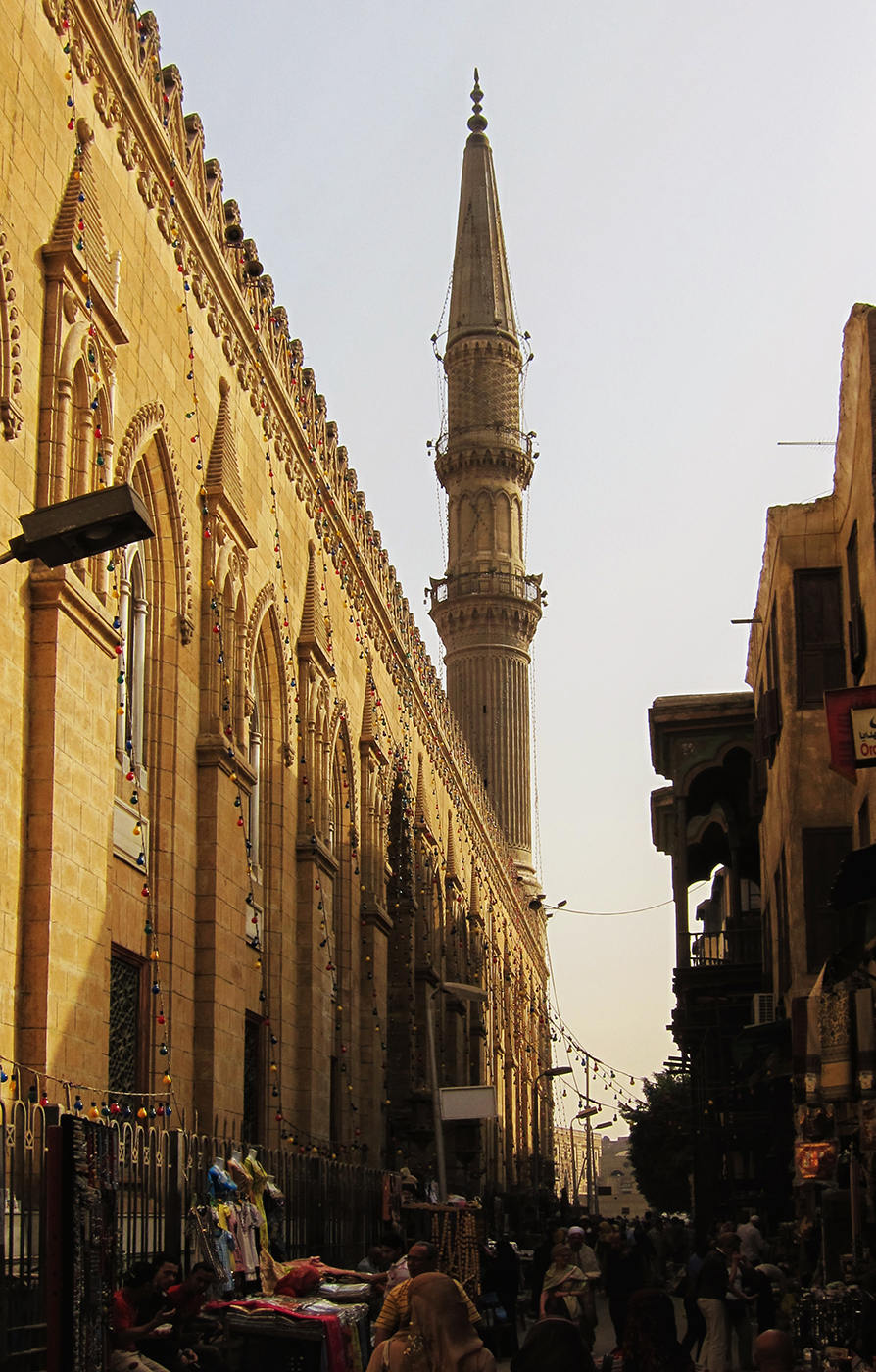
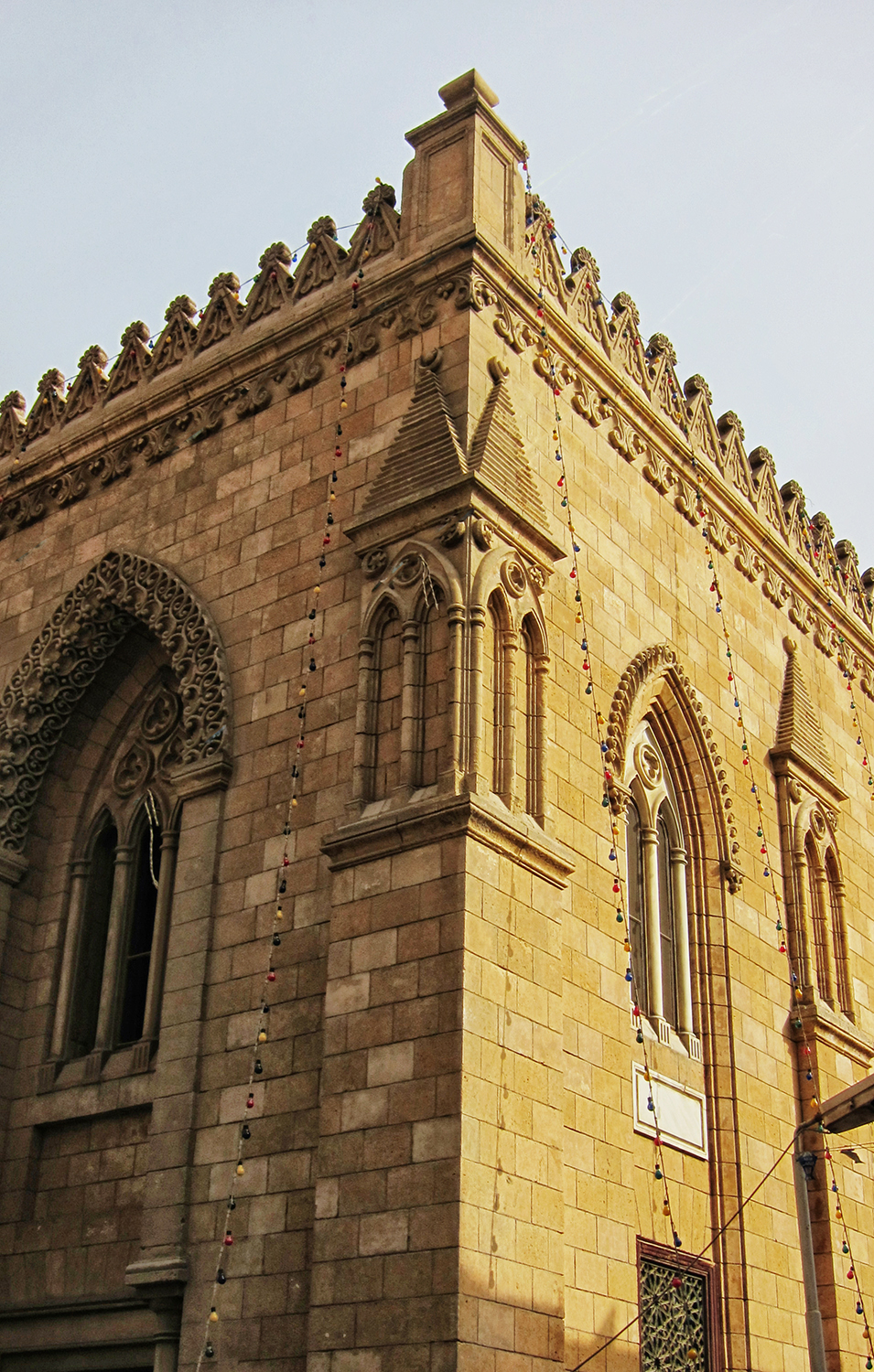
صورة الإضاءة فوق المقام داخل مسجد الحسين
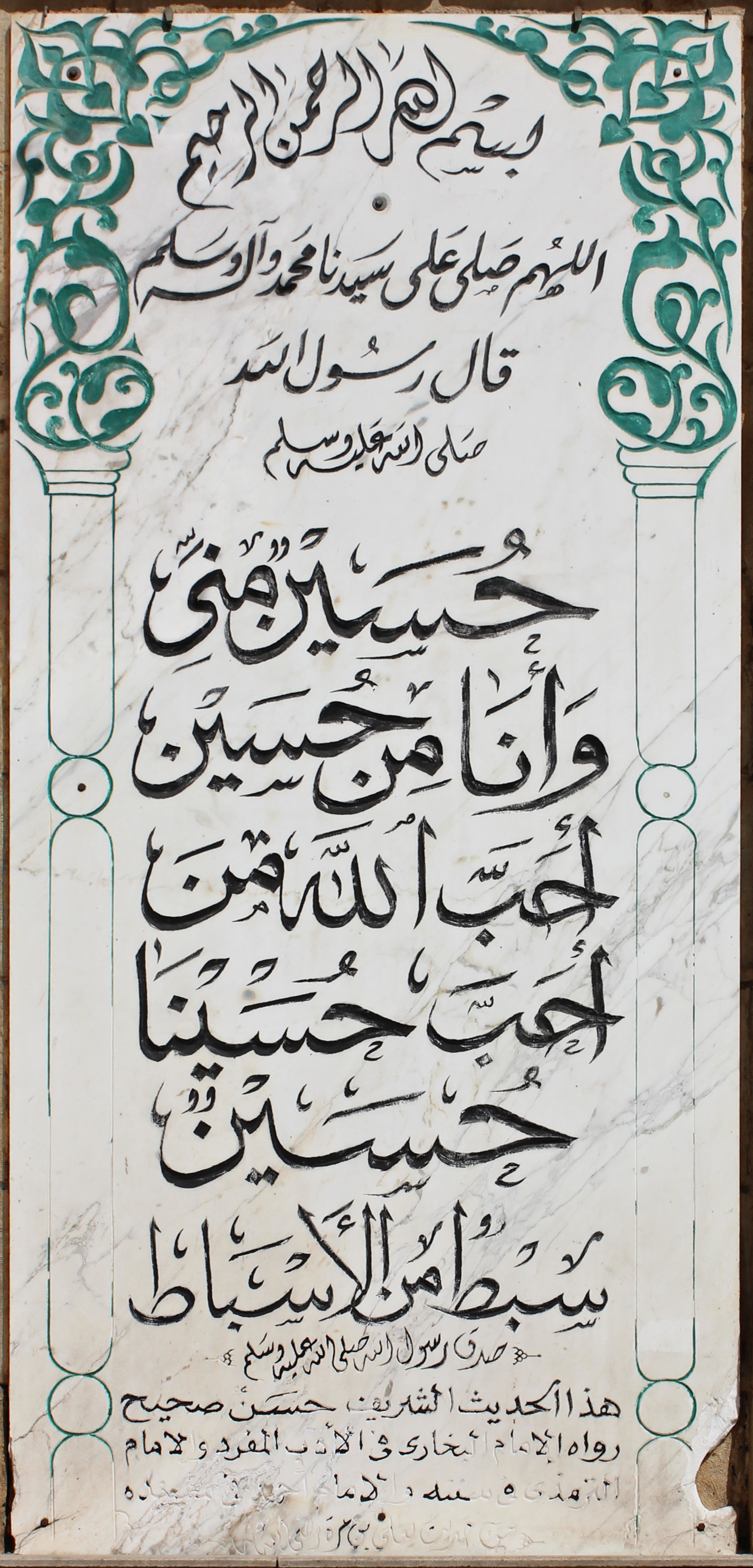
لوحة رخامية كبيرة باللون الأبيض على واجهة المسجد
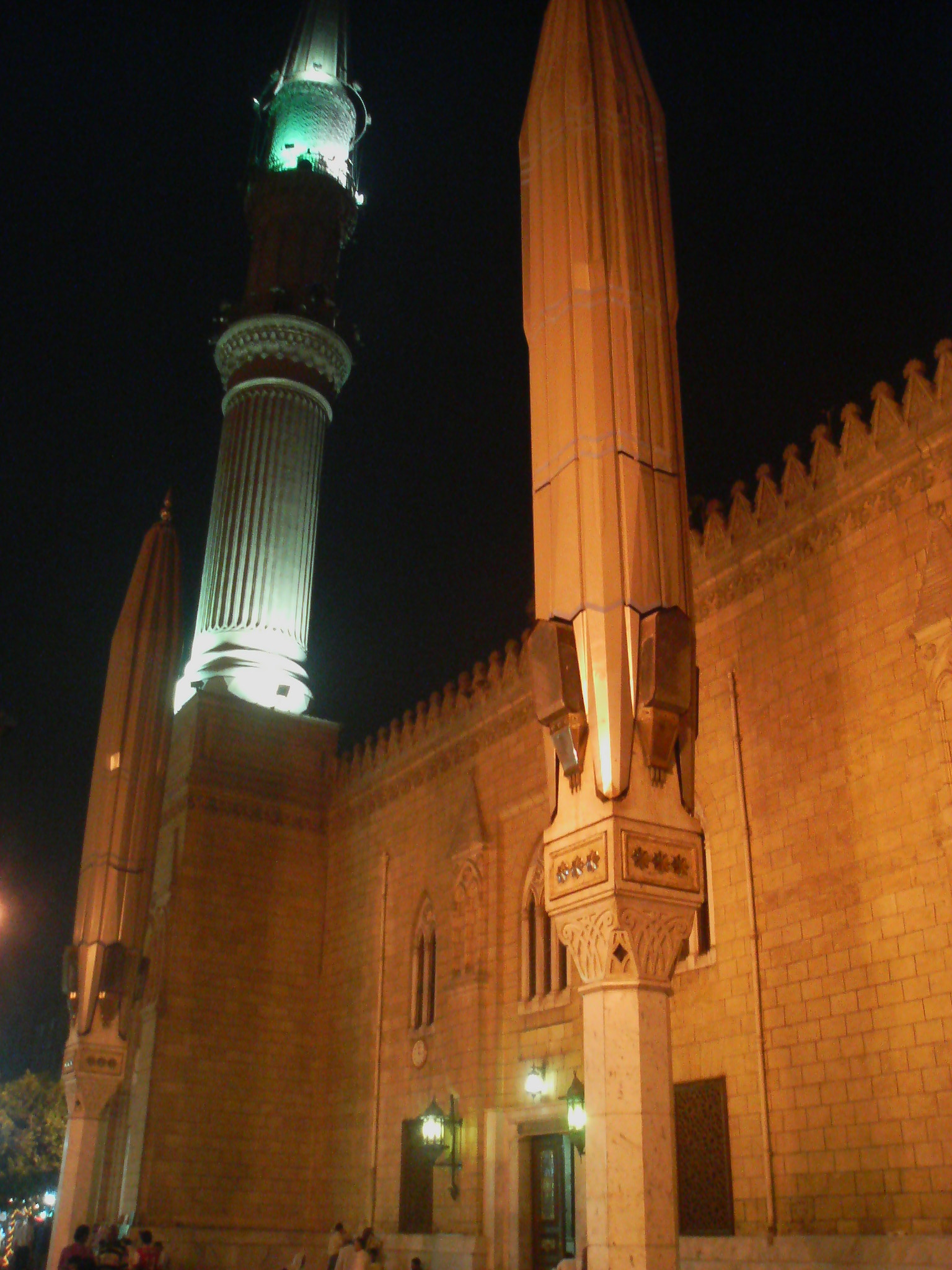
صورة إحدى مآذن المسجد
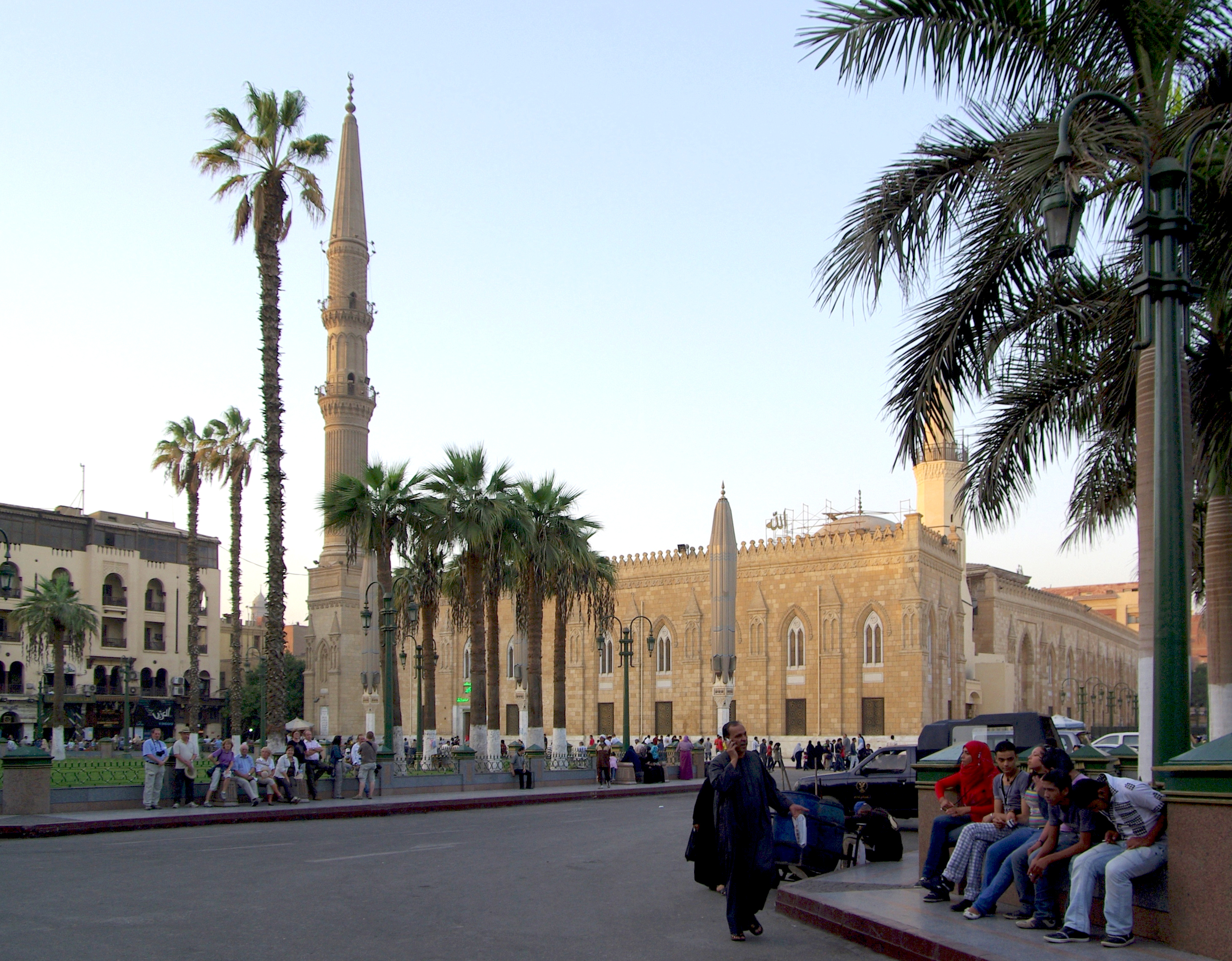
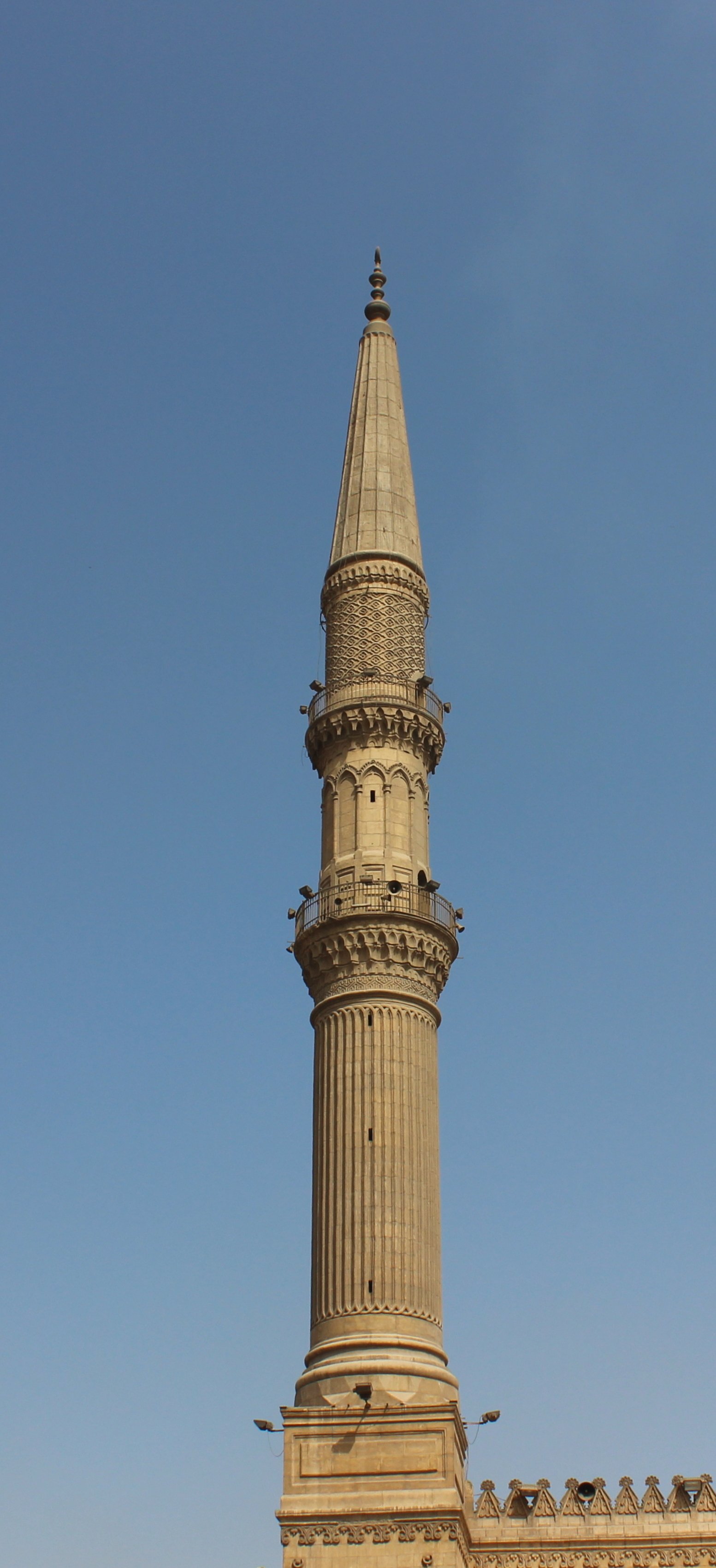
مئذنة مسجد الإمام الحسين بن علي في القاهرة بمصر
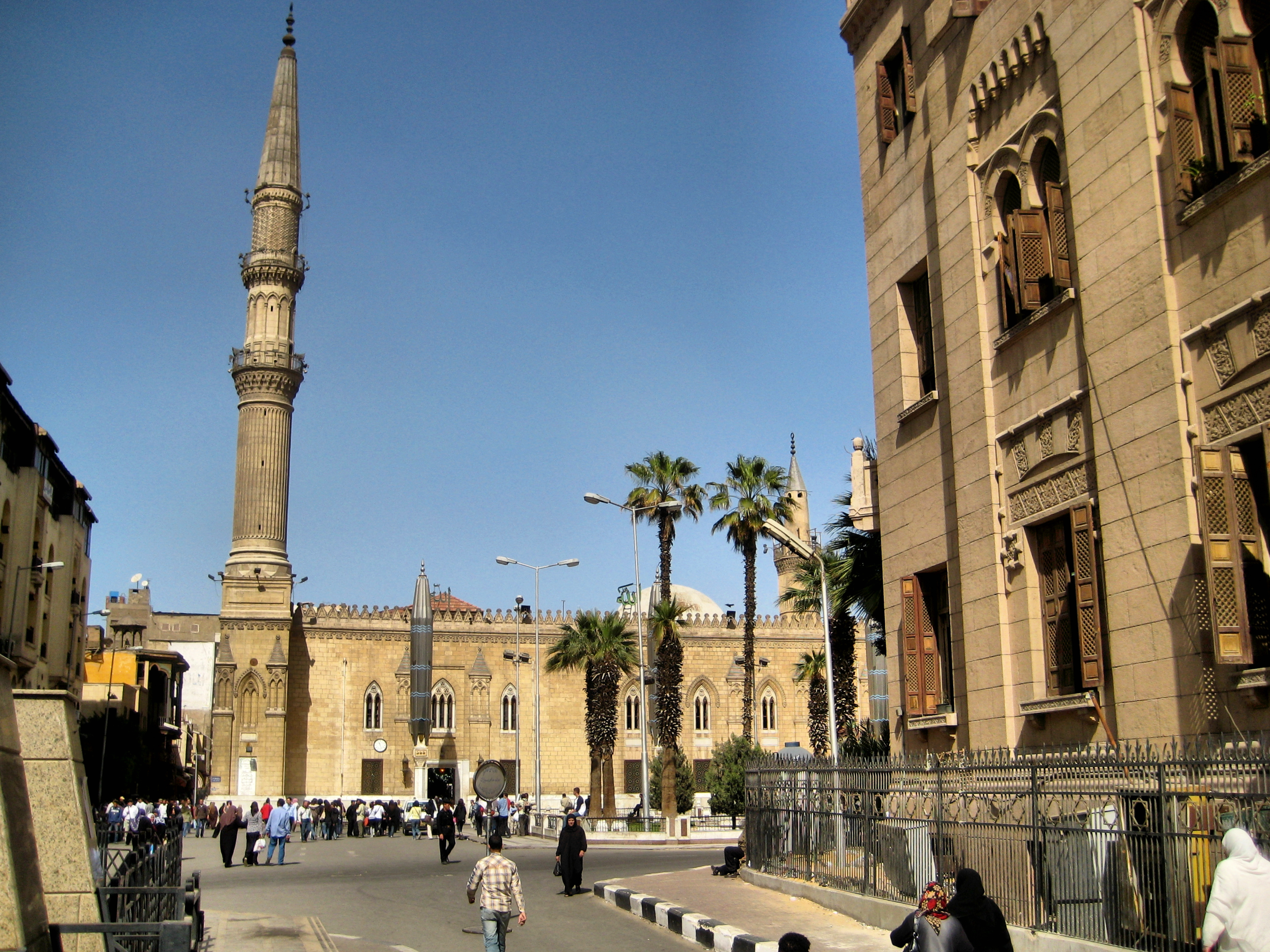
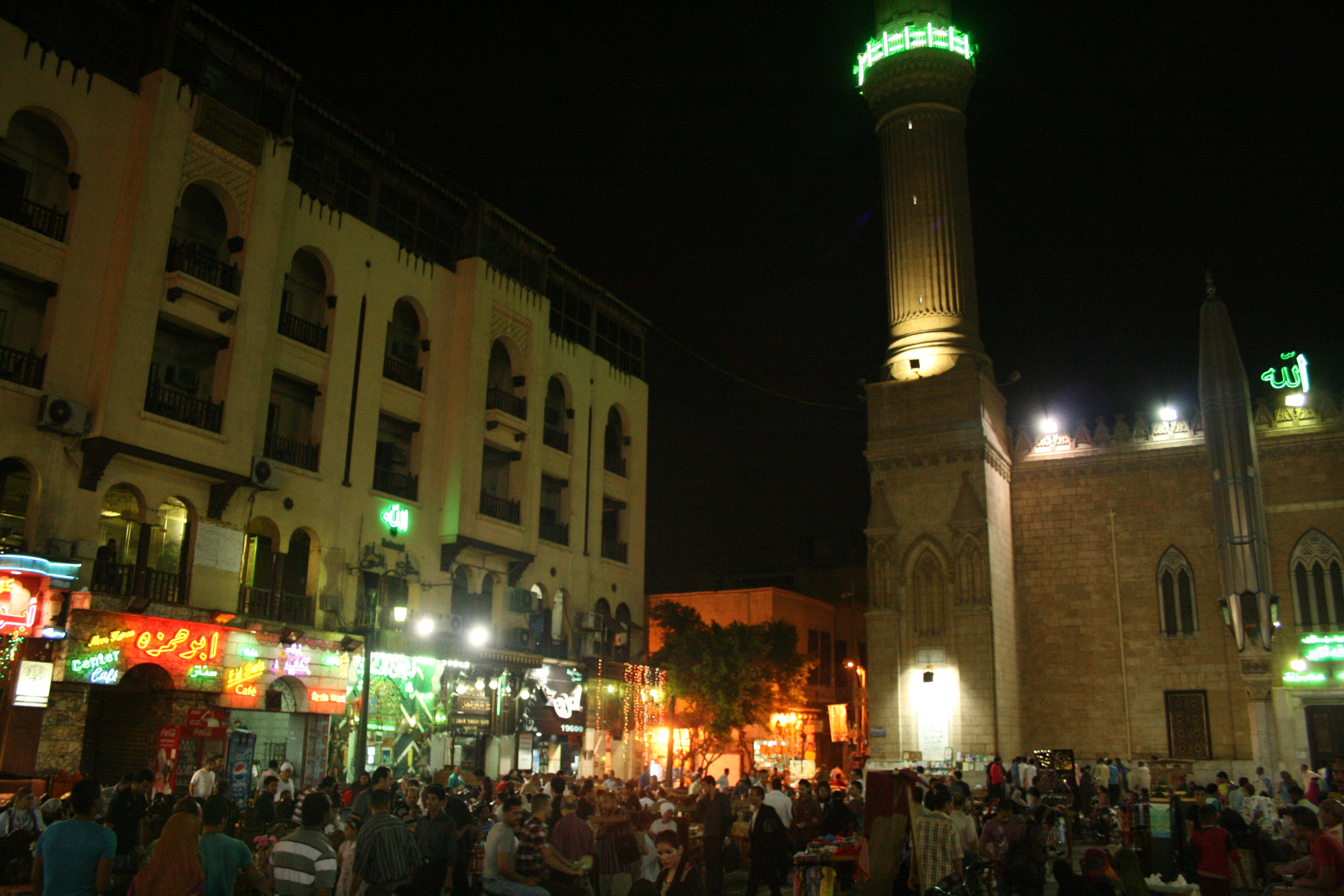
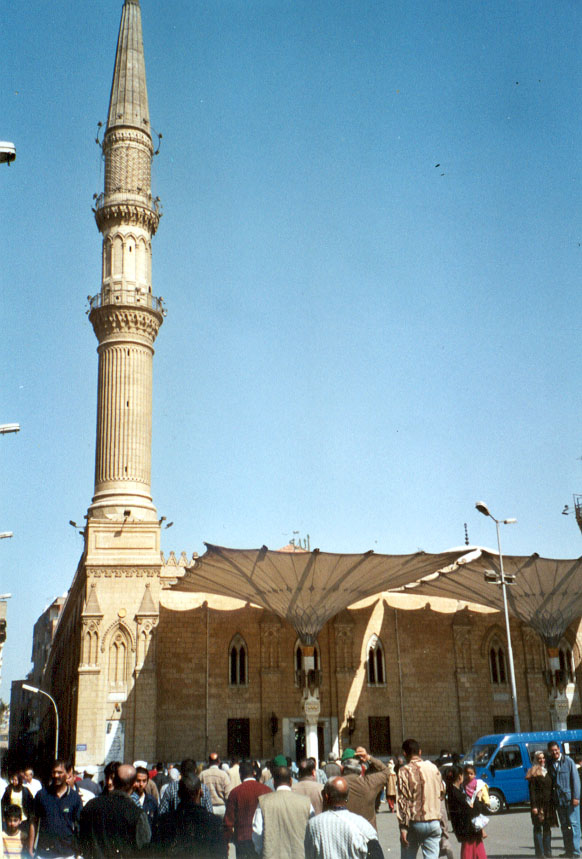
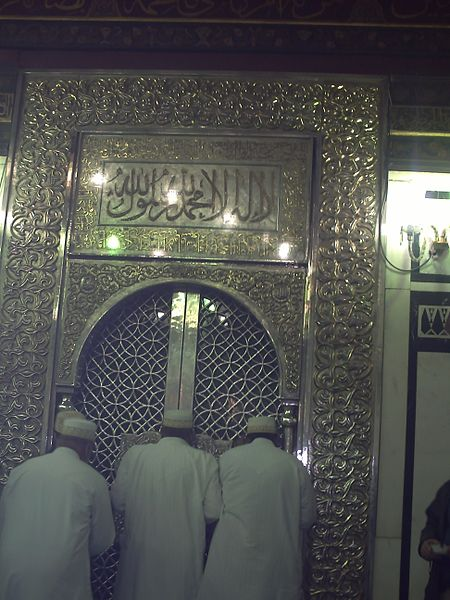
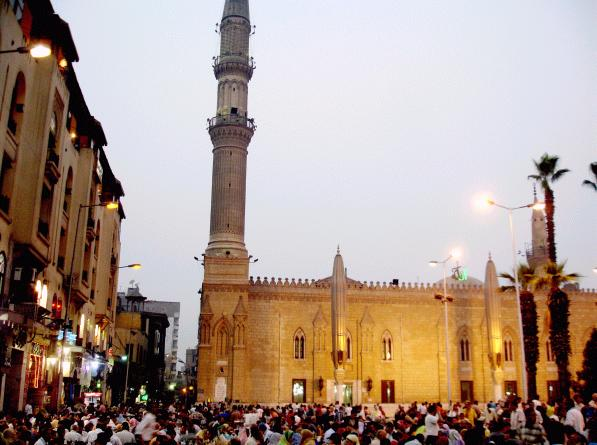
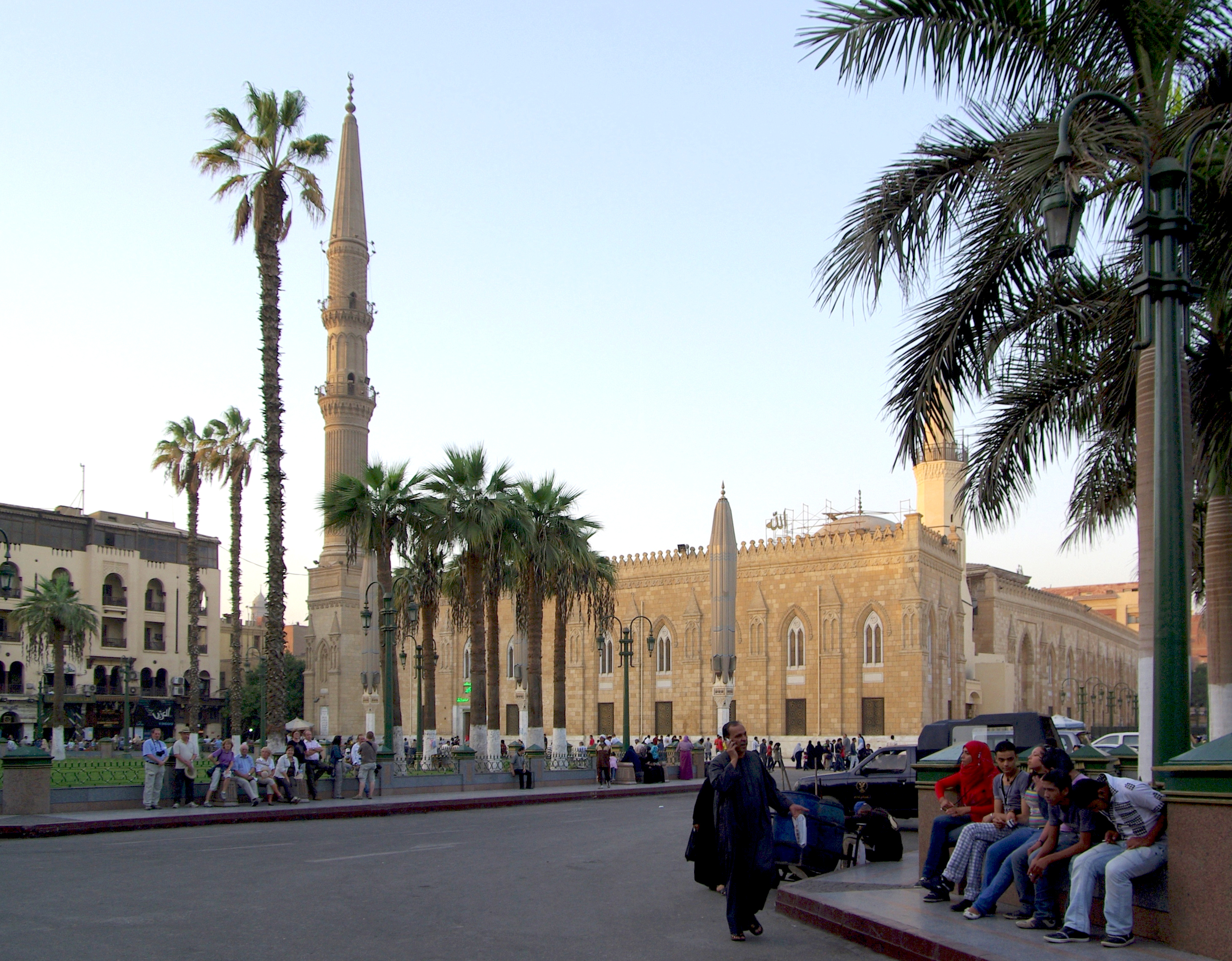
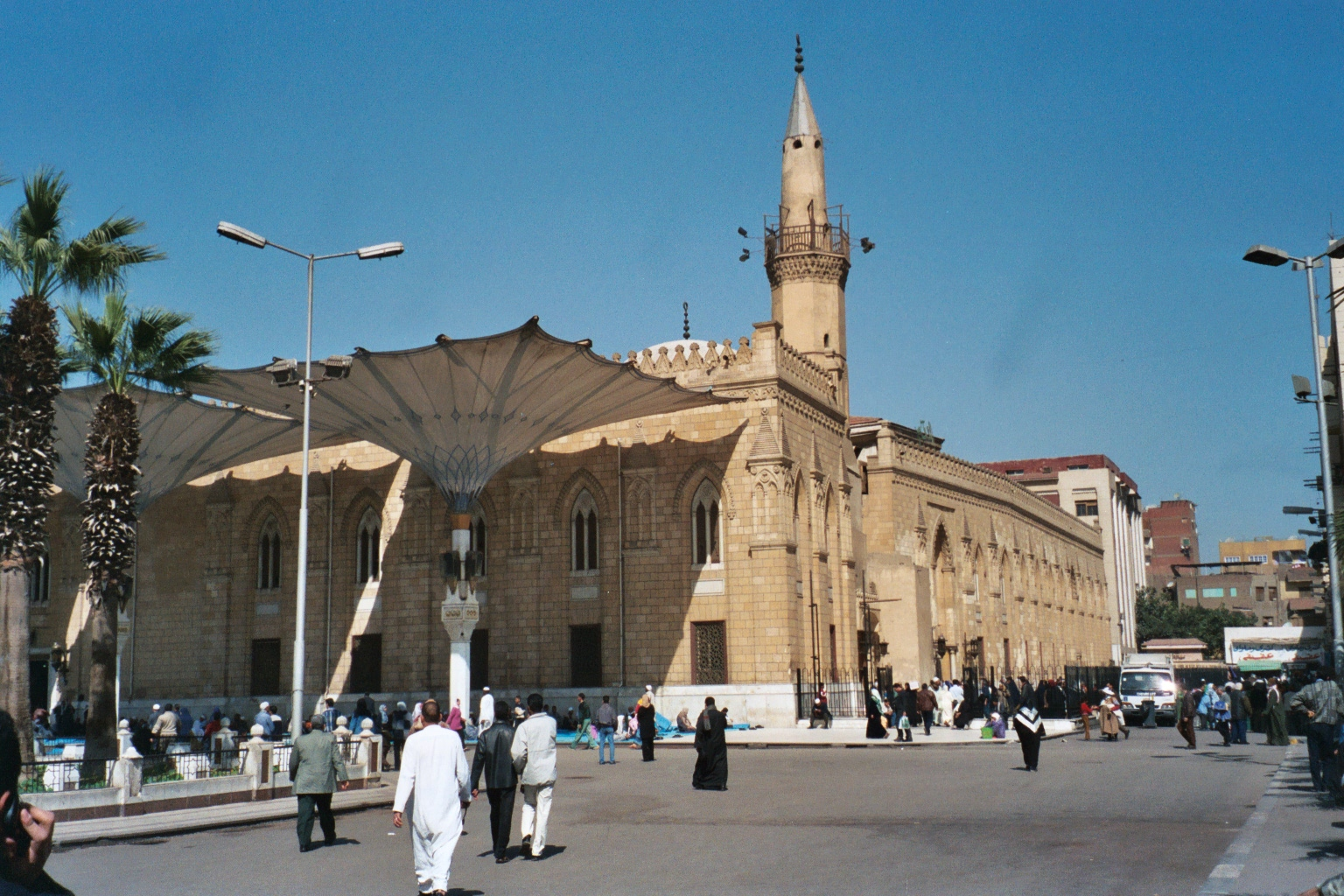
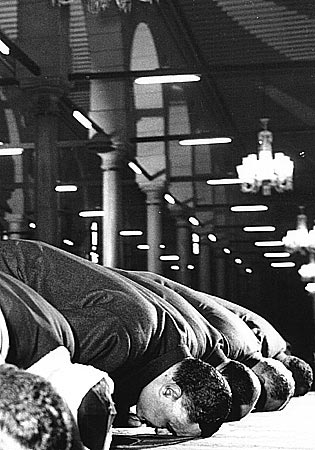
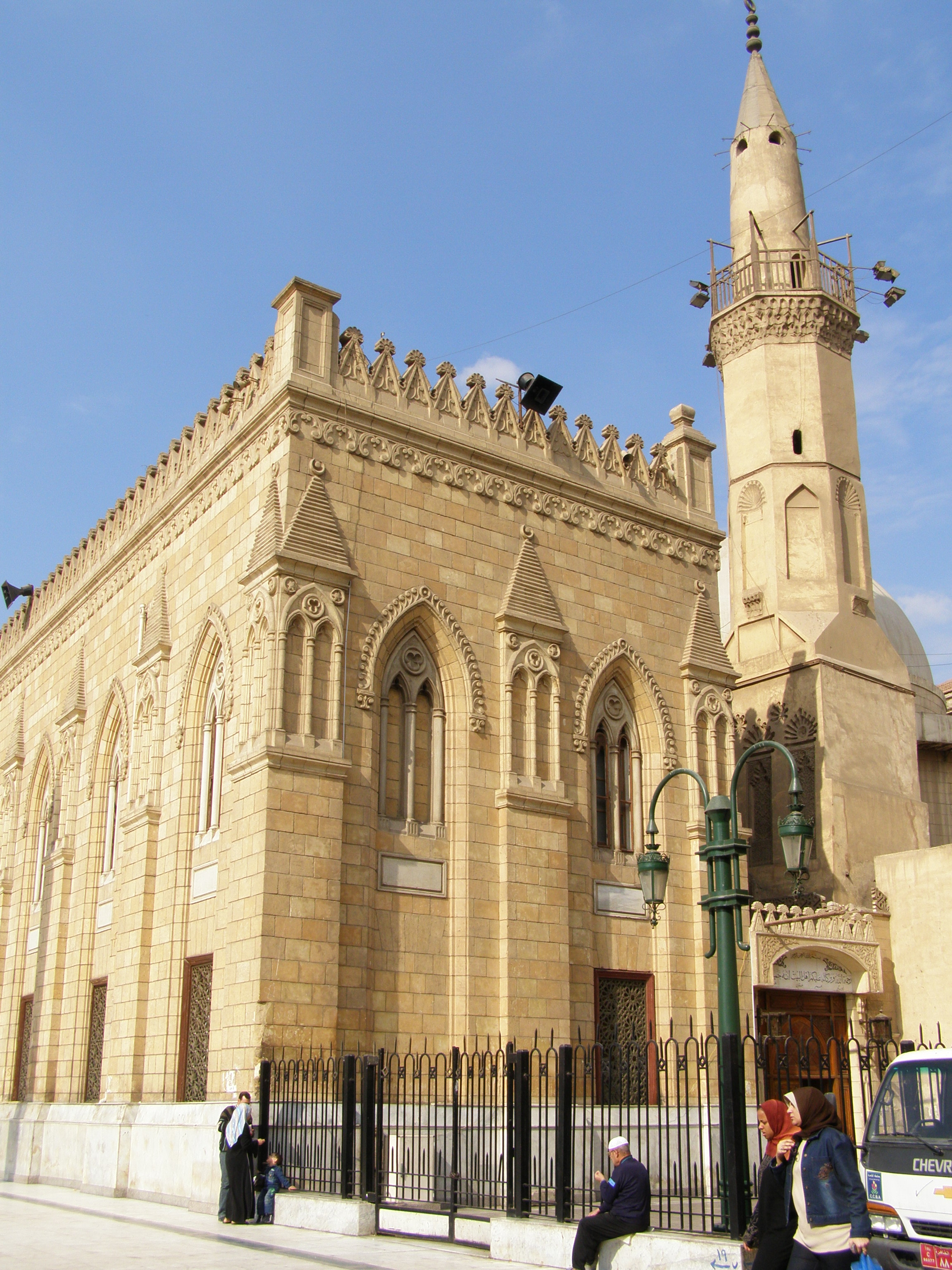
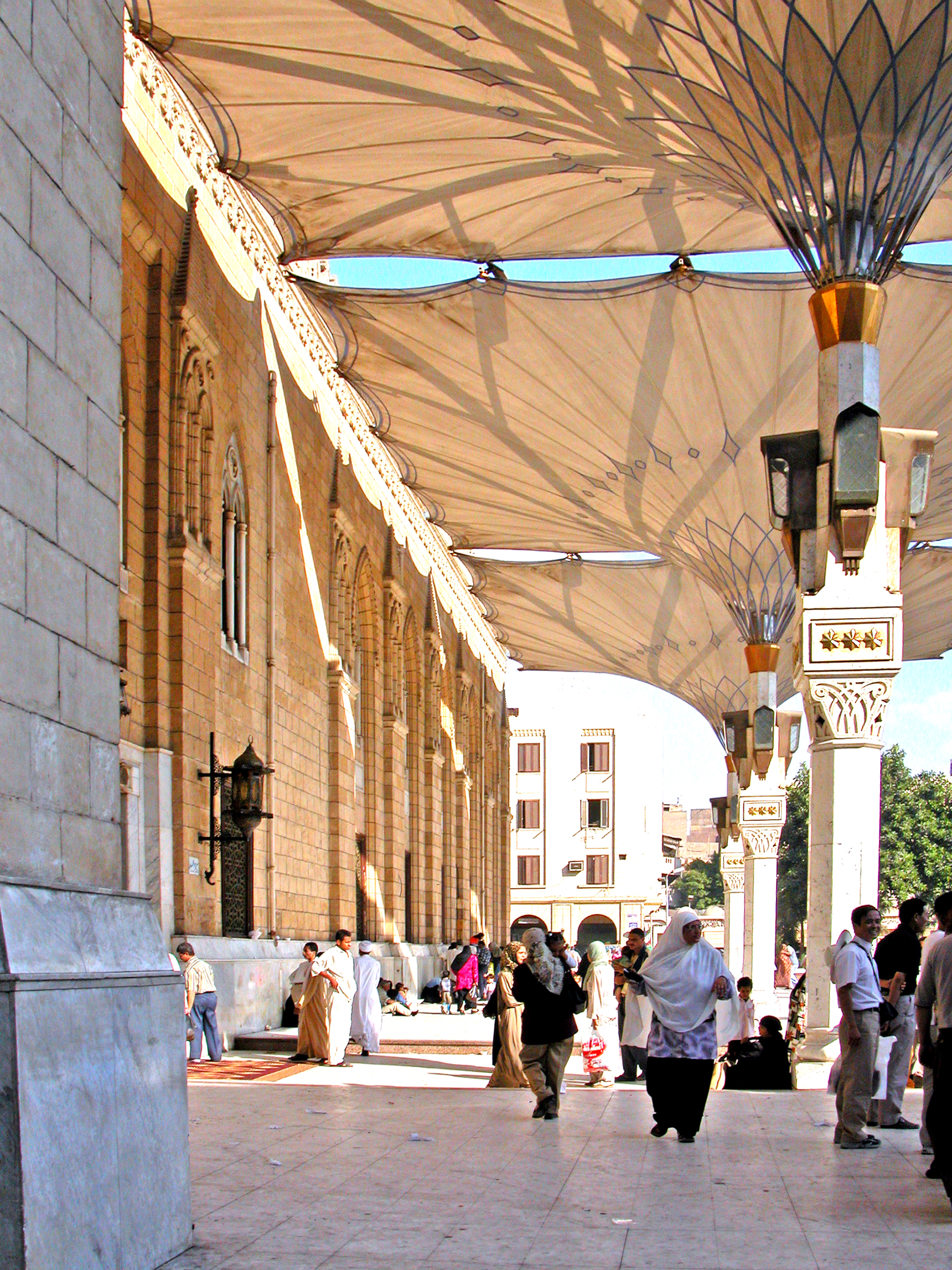
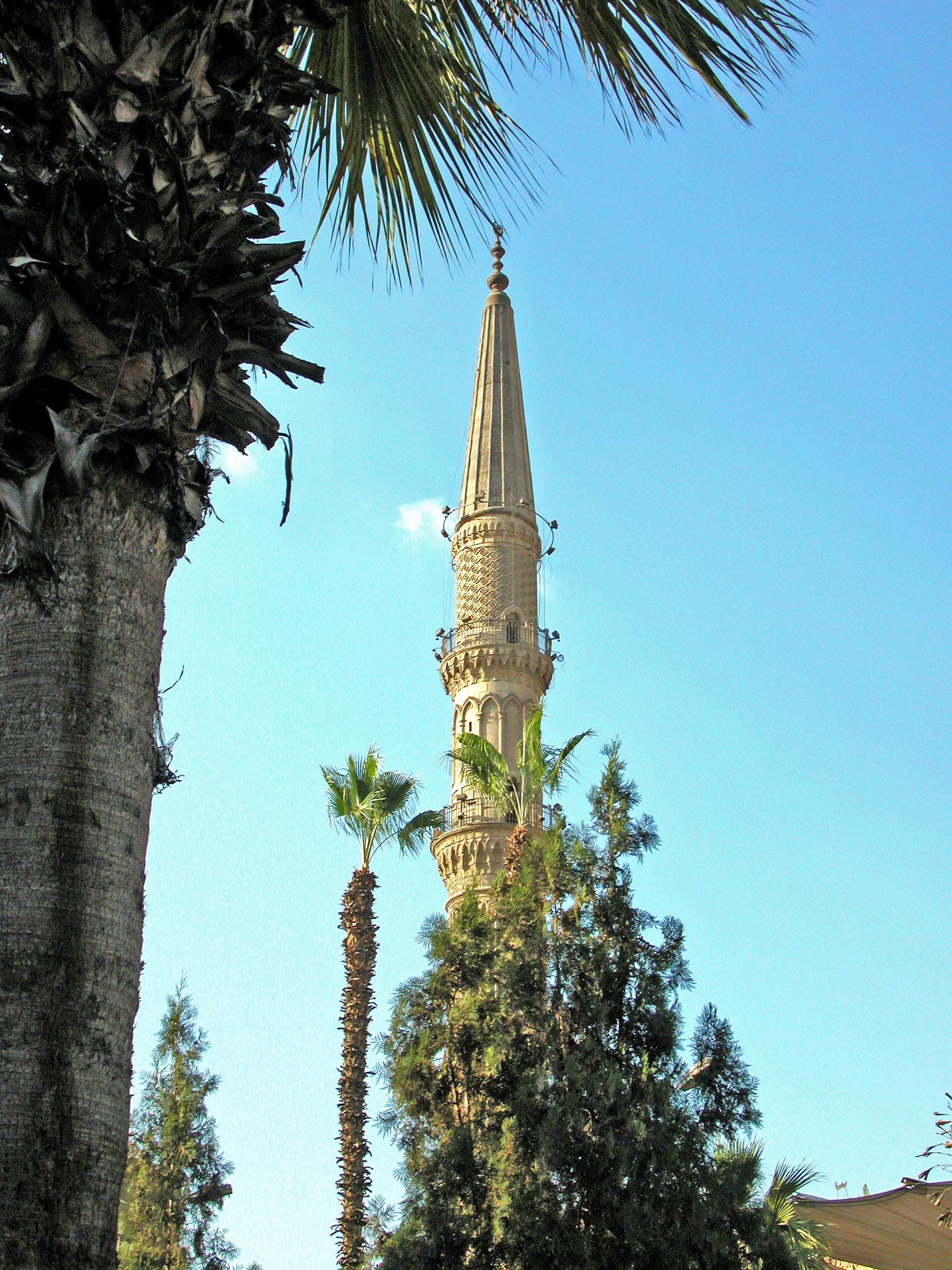
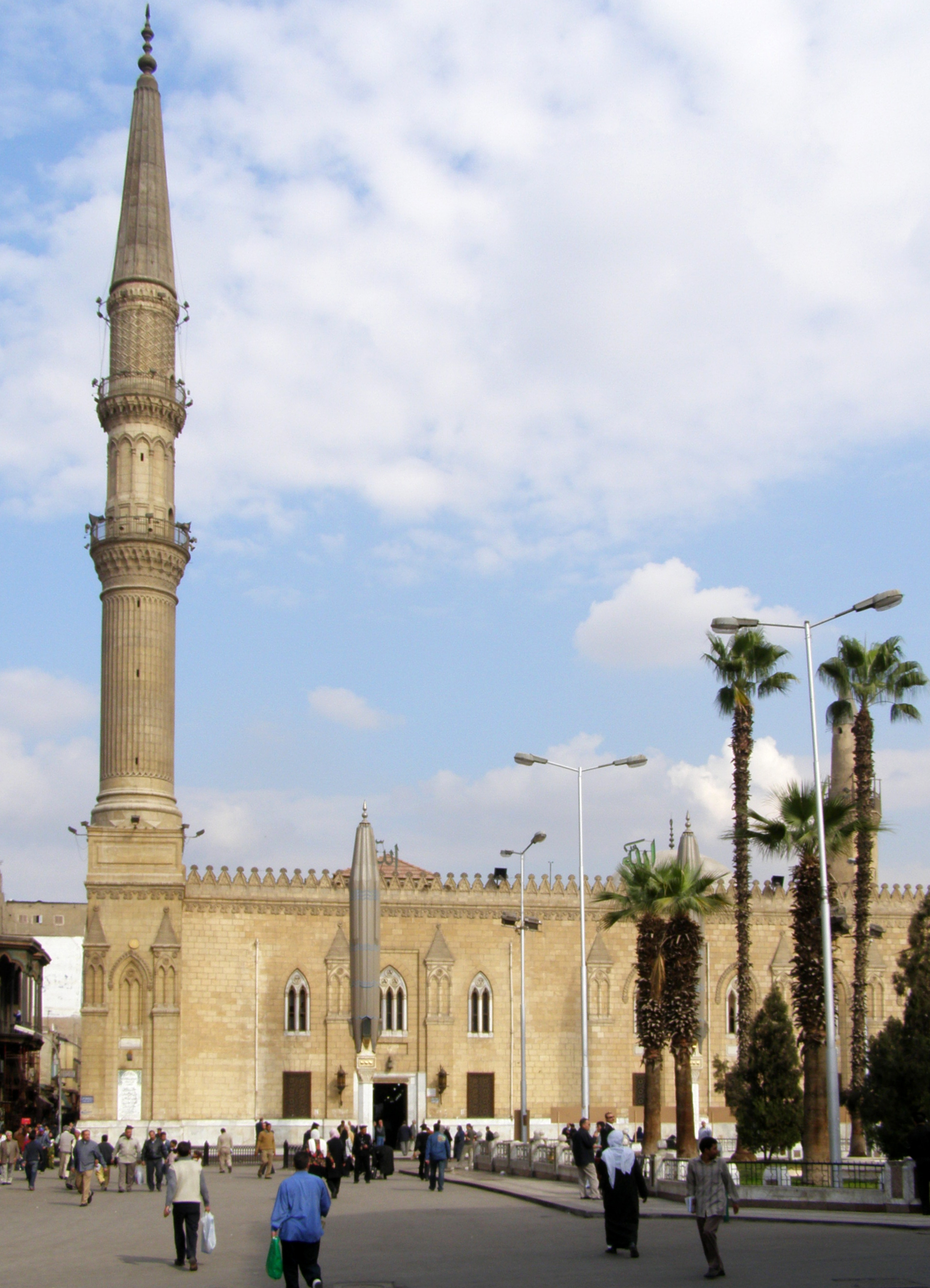
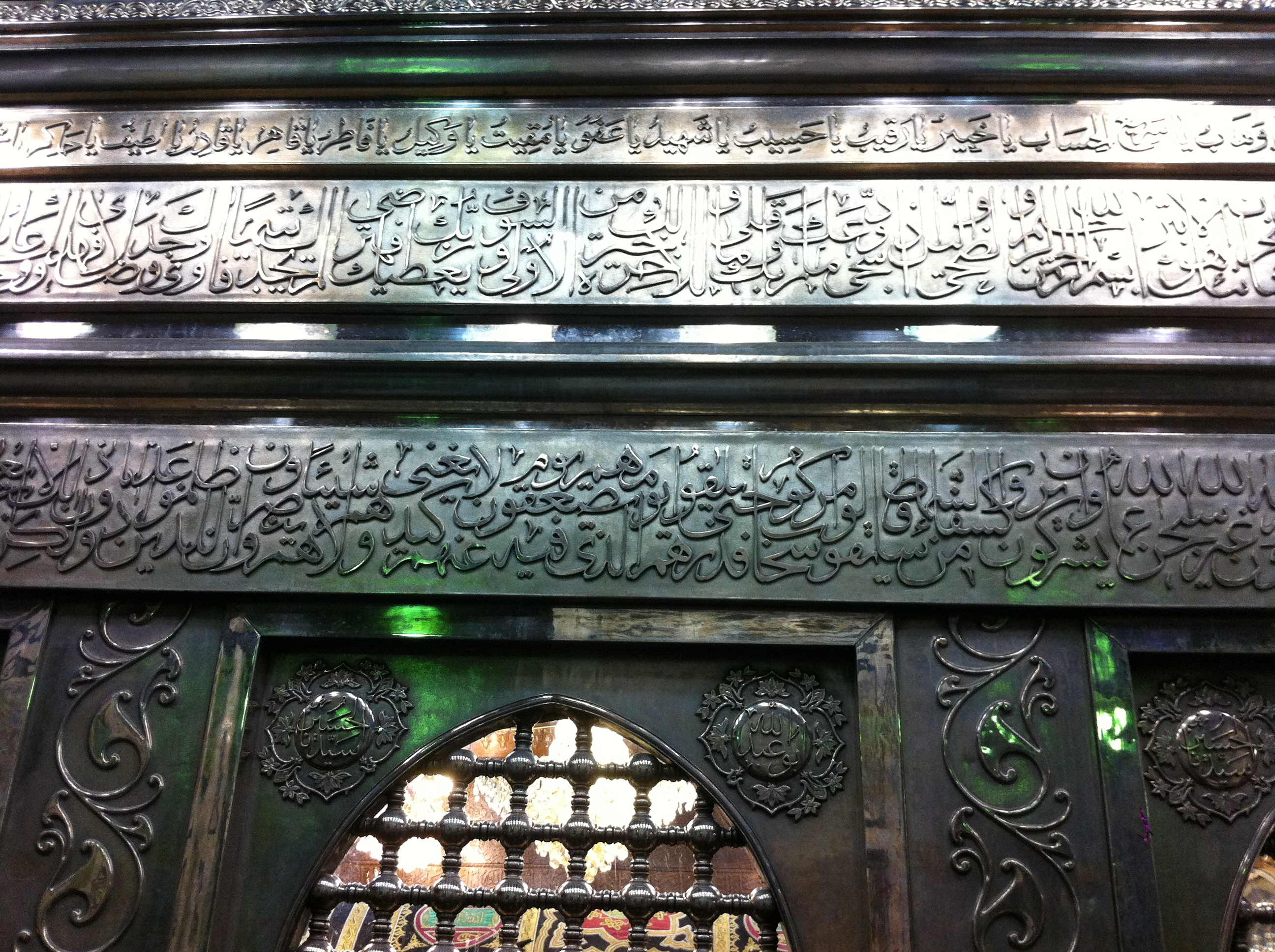
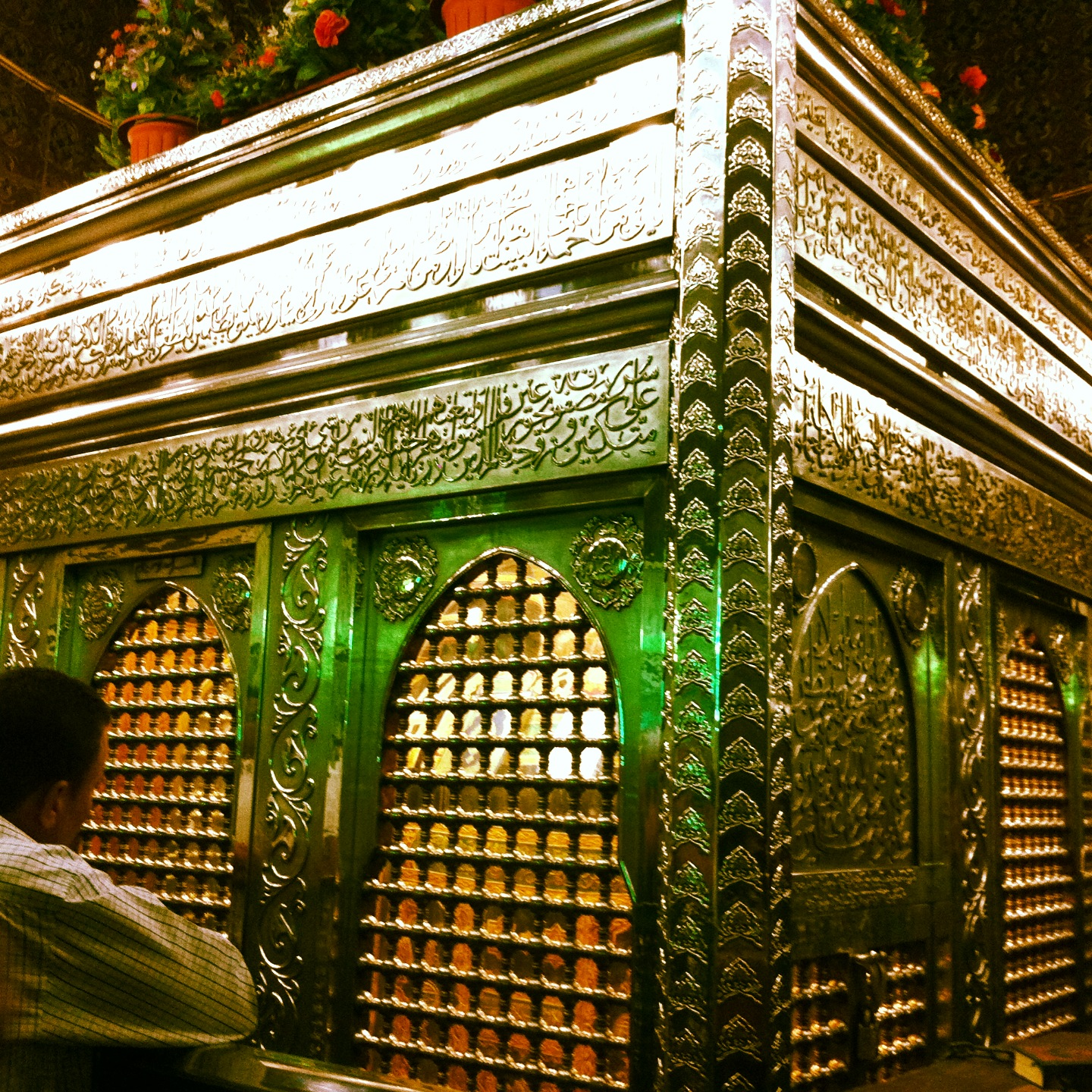
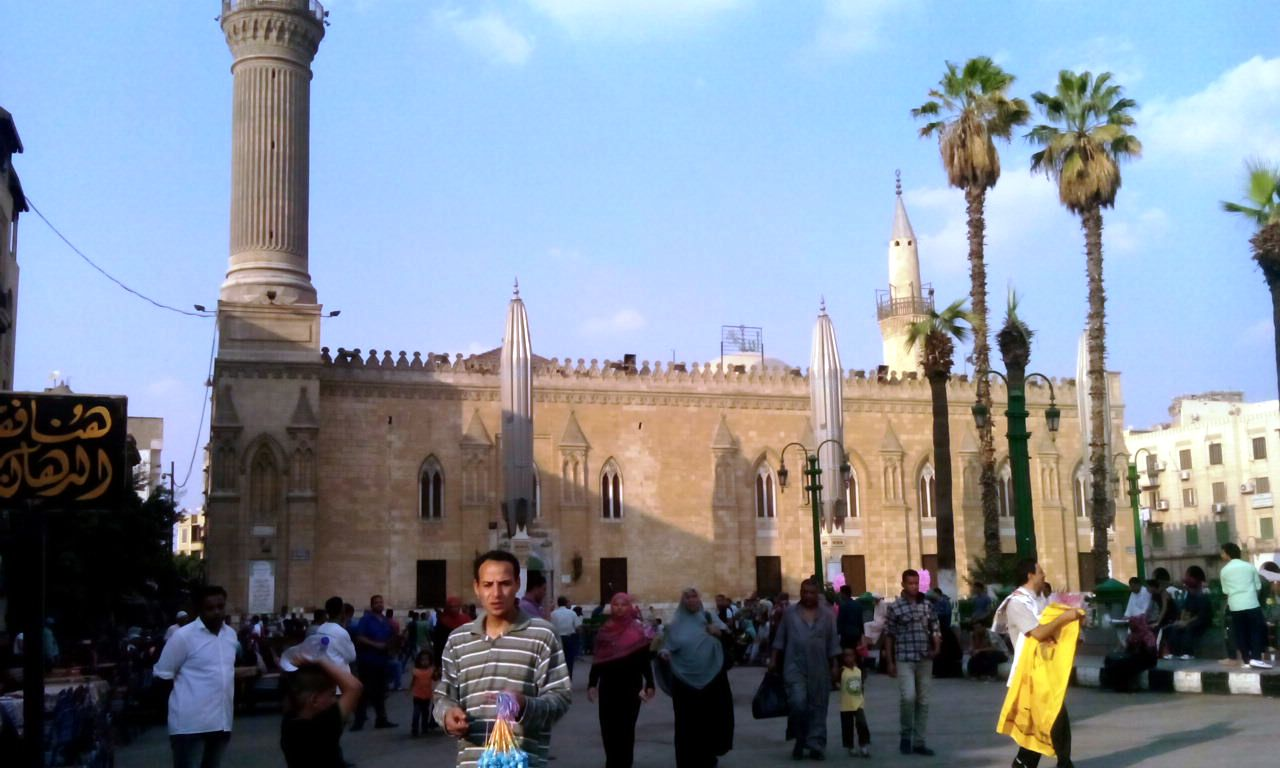
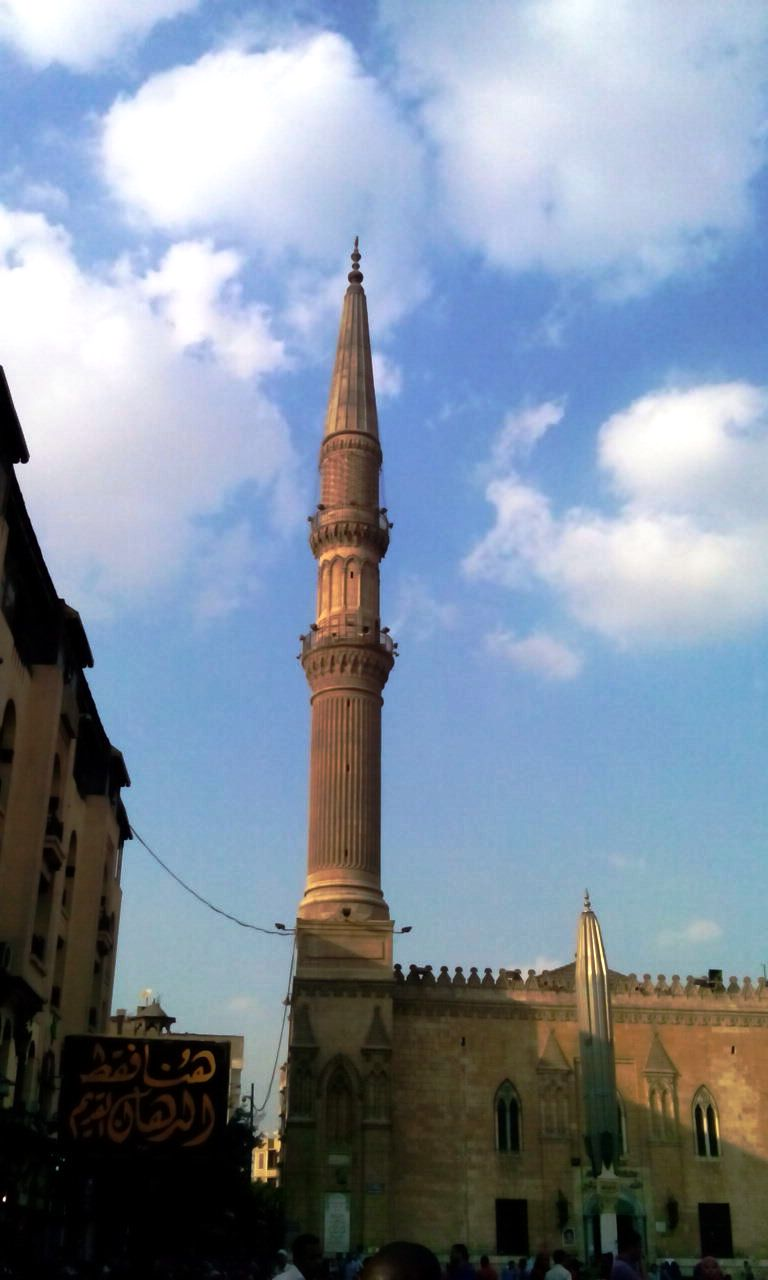